# 잭 카펜터
잭 카펜터(Jack Carpenter, 1984년 9월 18일 ~ )는 미국의 배우이다.
미국에서 태어났다.

## 출연 작품

### 영화
- 시드니 화이트 (2007) - 레니 역
- 아이 러브 유, 베스 쿠퍼 (2009)
- Putzel (2012)